# Deviant gedrag

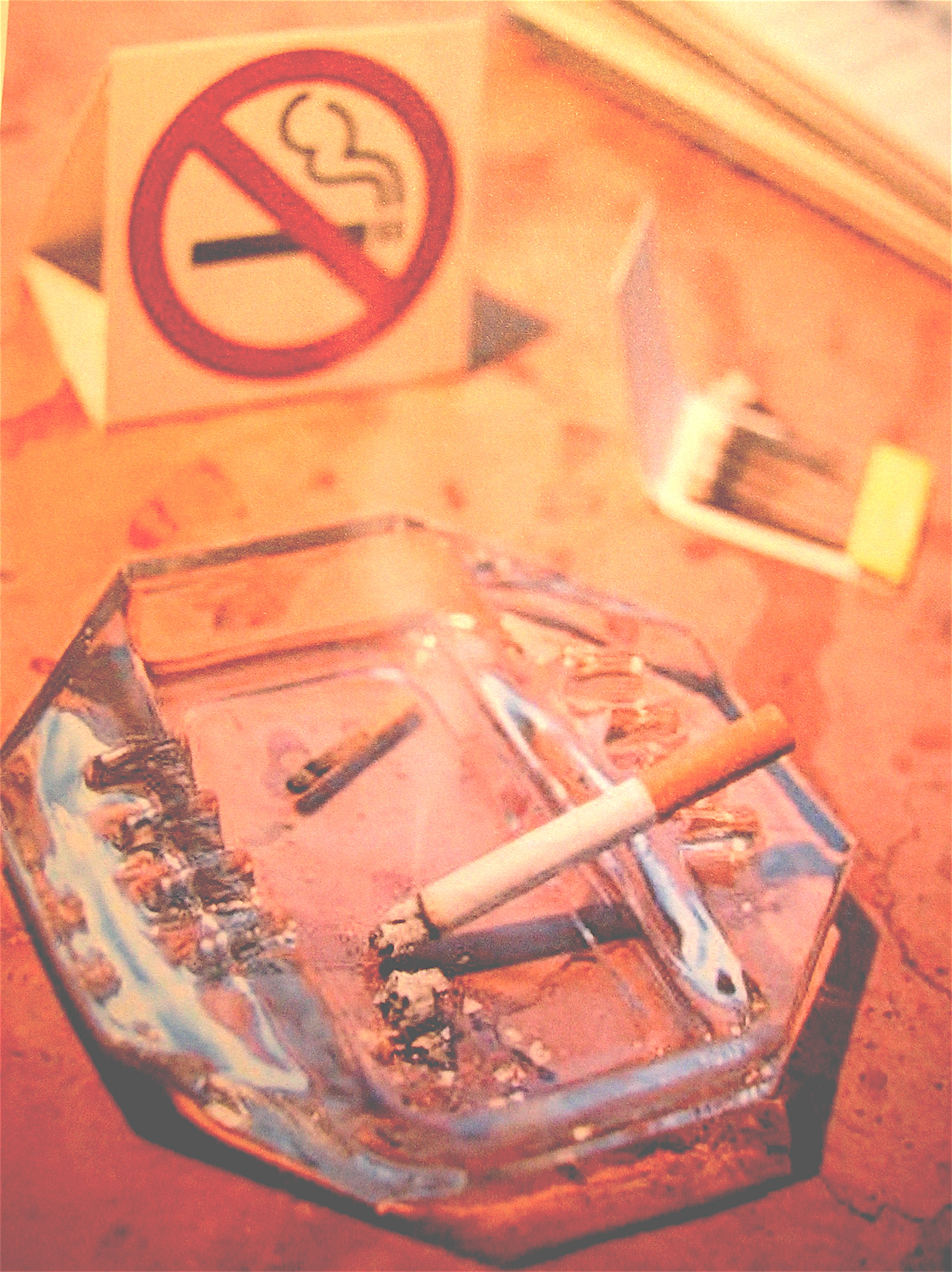
Wat als afwijkend gedrag wordt ervaren, varieert door de tijd heen terwijl een maatschappij zich ontwikkelt.

Afwijkend of deviant gedrag is gedrag dat afwijkt van geldende culturele normen. Ook afwijken van ongeschreven gedragsregels geldt als zodanig, zelfs als dit gebeurt door gerespecteerde personen.
Wanneer afgeweken wordt van algemeen geaccepteerde regels en wetten spreekt men van  ongewenst of grensoverschrijdend gedrag. Een specifieke vorm hiervan is het delict, maar niet alleen afwijkingen van de wet gelden als deviant gedrag. Een andere vorm van deviant gedrag is seksueel grensoverschrijdend gedrag.
Wat afwijkend gedrag is, varieert tussen samenlevingen onderling, maar ook daarbinnen tussen bijvoorbeeld sociale klassen. Daarnaast varieert dit door de tijd heen terwijl een maatschappij zich ontwikkelt.
Afwijkend gedrag kan van invloed zijn op de sociale status en acceptatie en zelfs tot uitsluiting leiden.

## Deviantietheorieën
Er zijn in de loop der tijd verscheidene theorieën geweest waarmee deviantie verklaard moest worden. Een aantal hadden een biologische achtergrond, andere zijn psychologisch of juist sociologisch van aard.

### Biologische verklaringen

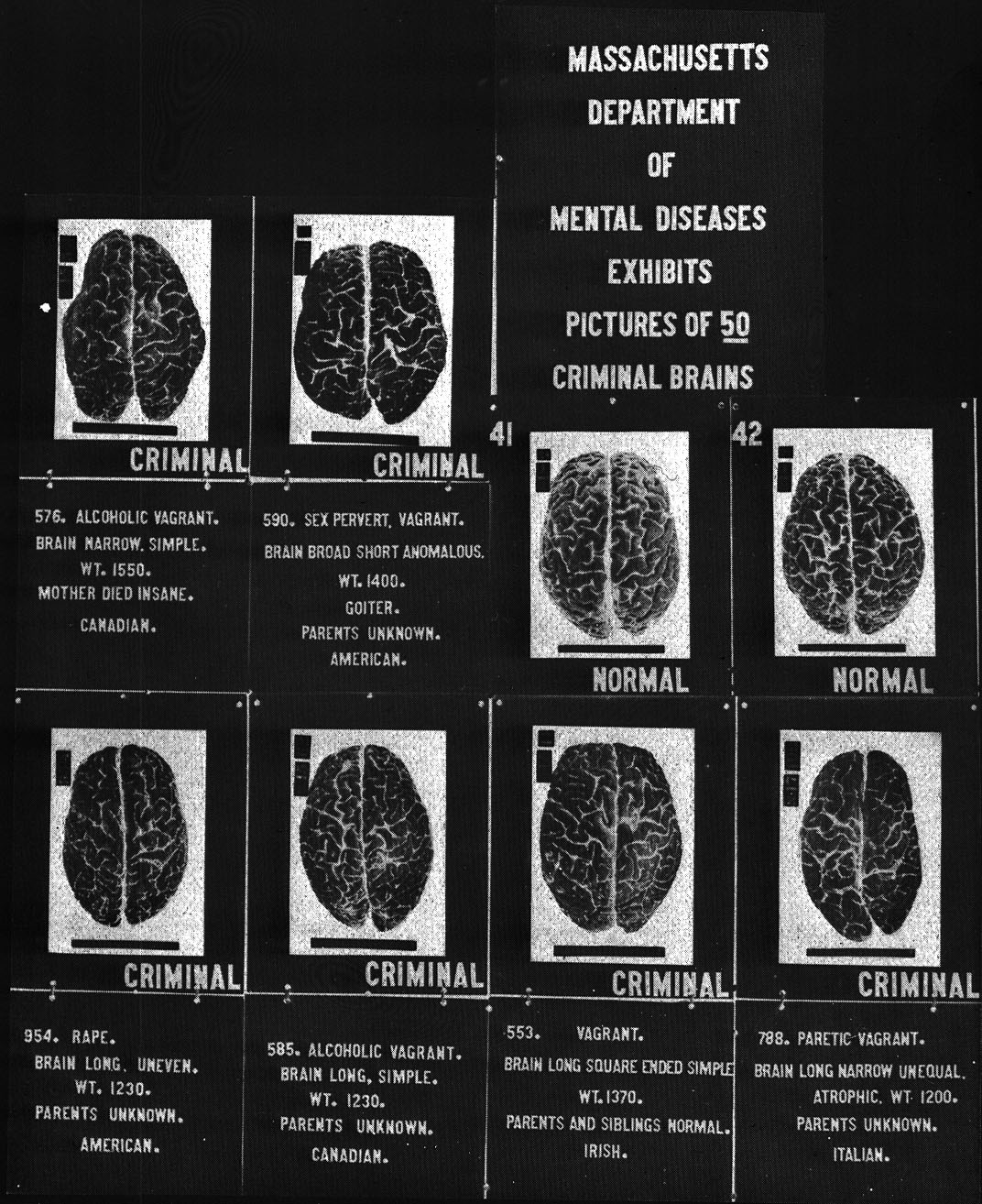
Een poging tot vergelijking tussen normale en criminele hersenen, biologisch determinisme.

#### Criminologische antropologie
De Italiaanse criminoloog Lombroso (1835-1909) zette zich met zijn criminologische antropologie af tegen de klassieke criminologie, die stelde dat misdaad een onlosmakelijk onderdeel was van de menselijke natuur. Volgens Lombroso was criminaliteit niet 'normaal' zoals de klassieke school beweerde, maar een afwijking. Hij wilde aantonen dat dat misdadigheid erfelijk bepaald was, en baseerde zich op concepten uit de fysiognomie, frenologie, vroege eugenetica, psychiatrie en het sociaal darwinisme. Volgens Lombroso bestond er zoiets als wat Ferri later een geboren crimineel zou noemen. Wie een geboren crimineel was, kon worden vastgesteld door lichamelijke kenmerken die een misdadiger aanduiden als wild of atavistisch.
Deze theorie riep grote weerstand op en het nature-nurture-debat verschoof lange tijd richting de omgevingsfactoren (nurture). Lichamelijke kenmerken bleken crimineel gedrag ook slecht te voorspellen.

#### Biosociale criminologie
Elke poging in het verleden om de menselijke natuur te koppelen aan biologie is omringd geweest met controverses. Het idee dat menselijk gedrag en handelen in ieder geval ten dele bepaald wordt door biologische processen werd wel gezien als deterministisch en indruisend tegen de persoonlijke identiteit en de eigen morele verantwoordelijkheid. Daarnaast hielp het niet dat biologische mechanismes werden gebruikt of misbruikt om ideologieën van superioriteit te onderbouwen, waarvan eugenetica het bekendste en beruchtste voorbeeld is.
Pas vanaf het eind van de twintigste eeuw kon weer voorzichtig aandacht worden besteed aan de biologische factoren (nature). Uit onderzoek bleek een combinatie van genetische factoren en omgevingsfactoren een duidelijk verhoogde kans te geven op gewelddadig en crimineel gedrag op latere leeftijd.
In de biosociale theorie wordt gedrag zowel door de maatschappelijke factoren als de biologische kenmerken van een individu verklaard.

### Psychologische verklaringen
Ook psychologische verklaringen richten zich op het individu. De persoonlijkheid wordt deels gevormd door aangeboren eigenschappen, maar wordt vooral aangeleerd. Deviant gedrag ontstaat dan doordat het socialisatieproces niet goed verloopt. Ook in de beheersingstheorie (Containment Theory) van Reckless en Dinitz ligt de nadruk op de persoonlijkheid. Een zwak geweten resulteert in verhoogde kans op crimineel gedrag, zij die een sterk geweten hebben, kunnen zich daarentegen beheersen.
Hoewel psychopathie voorkomt bij criminelen, is dit niet in alle gevallen zo en begaan ook mensen met een normaal psychologisch profiel misdaden.

### Sociologische verklaringen
Aangezien niet al het deviant gedrag biologisch of psychologisch valt te verklaren en de meerderheid van de personen die deviant gedrag vertonen zelf niet duidelijk afwijken, wordt er ook gezocht naar sociologische verklaringen. Wat als deviant wordt ervaren, blijkt van cultuur tot cultuur en van plaats tot plaats te verschillen. Iets is pas deviant als dit door anderen zo wordt gedefinieerd, waarbij ook de machtsverhoudingen een rol spelen. Gedrag aan de onderkant van de maatschappij wordt eerder als afwijkend gezien dan dat van de elite.

#### Structureel functionalisme
Vanuit het structureel functionalisme wordt deviant gedrag gezien als een fundamenteel onderdeel van de sociale organisatie. Verschillende theorieën op macroniveau vloeien hier uit elkaar voort.

##### Durkheim
Een van de oorzaken van afwijkend gedrag was volgens Durkheim de verandering in solidariteit naarmate de samenleving complexer wordt. Waar aanvankelijk sprake was van een mechanische solidariteit ging dit door het industrialisatieproces over in een organische solidariteit. Bij mechanische solidariteit is sprake van gelijkheid in een maatschappij met weinig sociale differentiatie waar dezelfde normen en waarden gevolgd worden en vanuit een collectief bewustzijn sprake is van een sterke sociale pressie tot conformisme. Organische solidariteit ontstaat juist bij toenemende sociale differentiatie, wat het geval is bij arbeidsverdeling en specialisatie. Door de onderlinge afhankelijkheid en het besef dat de verschillende functies elkaar aanvullen ontstaat een nieuwe solidariteit, waarbij de sociale pressie afneemt. De maatschappij wordt nu niet mechanisch, maar organisch bij elkaar gehouden. Bij een te snelle overgang kan echter de nieuwe ordening van functies, normen en waarden onvoldoende voltooid zijn, waardoor een bepaalde mate van anomie optreedt, een gemoedstoestand die gekenmerkt wordt door afwezigheid of afwijzen van standaarden of waarden.
Durkheim stelde dat deviantie een normaal verschijnsel was, nodig om de grenzen van de maatschappij aan te geven. Durkheim gaf nog een andere sociale functie: het versterken van de solidariteit tussen de anderen. Diegenen die niet van de norm afwijken, een norm die vaak wordt bepaald door de waarden van de middenklasse, voelen zich gesterkt in hun saamhorigheid. De gelederen sluiten zich tegen de zondebok, die zich in vele gedaanten kan voordoen, maar die steeds de 'ander' is. Ten slotte stimuleert deviantie volgens Durkheim sociale verandering.

##### Anomietheorie van Merton

Het anomiemodel volgens Merton.

Merton werkte de ideeën van Durkheim verder uit. Hij zet zich af tegen biologisch determinisme en het idee dat de sociale orde er slechts is om impulsen in bedwang te houden. Het is de sociale structuur zelf die deviant gedrag in de hand werkt als het doelen definieert zonder dat de middelen om die te bereiken toereikend zijn. Merton spreekt van een anomie als de meerderheid gelooft dat doelen voor iedereen haalbaar zijn, maar dit in werkelijkheid een mythe is. Er ontstaat een spanning of strain towards anomie tussen de doelstelling van de samenleving en de middelen om deze te realiseren, vandaar de namen anomietheorie en straintheorie. Hierop zijn volgens Merton verschillende mogelijkheden tot aanpassing: conformisme, innovatie, ritualisme, terugtrekking en rebellie. De sociale positie is van invloed op de keuze, waarbij de middenklasse vaker voor ritualisme zal kiezen, terwijl de onderste lagen eerder geneigd zijn tot innovatie, wat gewoonlijk wordt gezien als afwijkend gedrag of non-conformisme.
Daarmee stelt Merton dat criminaliteit en afwijkend gedrag sociale verschijnselen zijn, onder meer veroorzaakt door sociale ongelijkheid. De anomie tussen doel en middelen bepaalt de mate waarin dit gedrag voorkomt.

##### Subcultuurtheorie

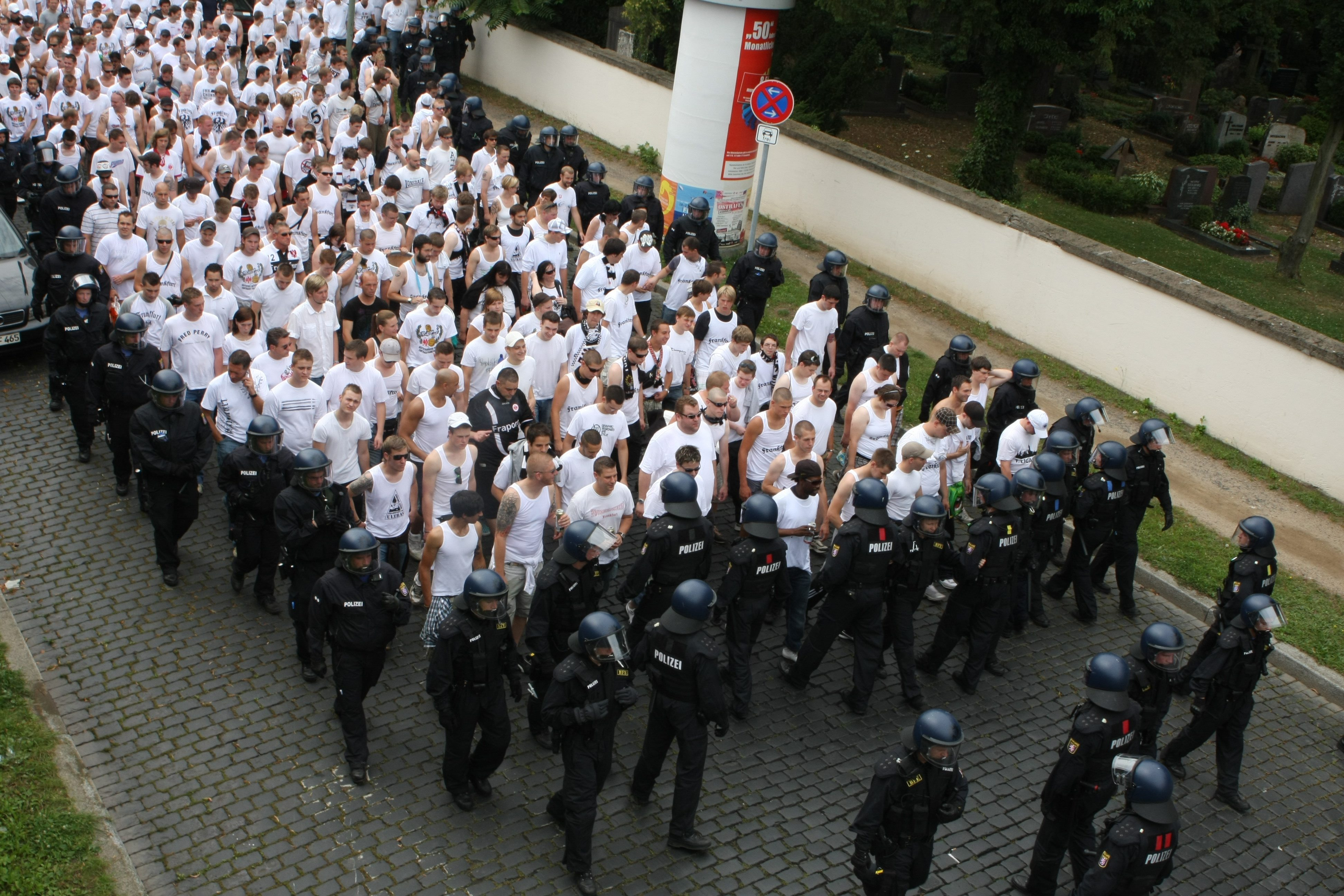
Cohen stelt dat de delinquente subcultuur onder jongeren de doelen van de middenklasse verwerpt, rebellie in het model van Merton.

Volgens de subcultuurtheorie is criminaliteit niet alleen het gevolg van beperkte legale middelen, maar ook van de beschikbaarheid van illegale mogelijkheden, de kansenstructuur. Cohen keek daarbij naar de delinquente subcultuur onder jongeren en stelt dat zij de doelen van de middenklasse verwerpen, rebellie in het model van Merton. Cloward en Ohlin zagen echter in crimineel gedrag geen afwijzing van deze doelen, maar juist een alternatieve strategie om deze te bereiken.
Net als de andere structureel-functionalistische benaderingen, heeft ook deze als probleem dat het zich vooral afspeelt op macroniveau en persoonlijke overwegingen en keuzes niet aan bod komen. Daarnaast wordt niet iedereen die de regels overtreedt als deviant beschouwd.

#### Symbolisch interactionisme
Symbolisch interactionisme benadert deviantie op microniveau, vanuit het dagelijks leven. Ook hier zijn verschillende theorieën.

##### Labelingtheorie
De labelingtheorie stelt dat deviantie niet voorkomt uit de handeling, maar uit hoe anderen op de handeling reageren. Dit kan vervolgens de persoon in kwestie beïnvloeden, waarop deze het gedrag gaat herhalen, iets wat ook bekendstaat als het Thomas-theorema. De handeling zelf noemde Lemert de primaire deviantie, de reactie daarop door de betrokken persoon de secundaire deviantie. Deze secundaire deviantie draagt bij tot het stigma dat de persoon vervolgens krijgt en de selffulfilling prophecy in de hand werkt.

##### Medicalisatie
Bij medicalisatie worden zaken die eerder moreel of juridisch deviant waren, gediagnosticeerd als medische conditie. Goed en slecht worden daarbij vervangen door gezond en ziek en in dat proces verdwijnt de eigen verantwoordelijkheid. De persoon in kwestie wordt dan als incompetent beschouwd.

##### Differentiële associatie
Sutherland stelt met zijn differentiële associatie dat men zich associeert met het gedrag dat het meest wordt waargenomen, of dit nu conformerend of deviant is. Daarbij kan deze associatie wel variëren of differentiëren in tijd, intensiteit, duur en prioriteit.

##### Controletheorie
De controle- of bindingstheorie van Hirschi probeert niet te verklaren waarom deviant gedrag plaatsvindt, maar juist waardoor het voorkomen wordt. Dit heeft volgens Hirschi te maken met de binding met de maatschappij waarbij hij vier bindingsmechanismes onderscheidt:
- hechting (attachment), affectief handelen, sterke sociale betrekkingen bevorderen conformisme;
- gebondenheid (involvement), gedragsmatig handelen, hoe meer tijd wordt besteed wordt aan conformistische activiteiten, hoe minder er overblijft voor deviant gedrag;
- betrokkenheid (commitment), cognitief handelen, hoe meer verbonden aan de samenleving, hoe meer er te verliezen is;
- waarden en normen (beliefs), evaluatief handelen, hoe meer waarde wordt gehecht aan morele normen, hoe meer waarde men hecht aan conformisme.

Beter dan de eerdere theorieën kan deze verklaren waarom tijdens de adolescentie afwijkend gedrag toeneemt, zelfs als de omstandigheden zoals sociale ongelijkheid gelijk blijven. Het gaat wel uit van een ander mensbeeld.
Volgens Sampson en Laub is het niet de binding die mensen weerhoudt van deviant gedrag, maar sociale controle en het besef van wat de sancties kunnen zijn die volgen op dit gedrag.

#### Conflictsociologie
Conflictsociologie benadert deviantie vanuit de dialectische methode van Marx waarbij de tegenstellingen worden veroorzaakt door de sociale ongelijkheid. Dit is van invloed op wie en wat als deviant wordt beschouwd. De theorieën hier beschouwen de overheid vooral als hoeder van de machtigen.

##### Macht
De bestempeling van deviantie zou minder snel aan hen worden gegeven die macht hebben. Witteboordencriminaliteit en organisatiecriminaliteit zouden daarom minder aandacht krijgen dan criminaliteit die door machtelozen wordt gepleegd. Ook zouden zij die het heersende systeem verstoren eerder als deviant gezien worden. In het westen zou dit het verstoren van het kapitalisme zijn.

#### Rationele-keuzetheorie
De hiervoor genoemde sociologische theorieën delen in meer of mindere mate een deterministisch mensbeeld waarbij het vooral de omgeving is die aanzet tot deviant gedrag of dit juist voorkomt, of er sprake is van biologische of psychische factoren waardoor de deviant slechts gedeeltelijk verantwoordelijk is voor het vertoonde gedrag.
Twijfel aan de effectiviteit van die benaderingen heeft de rationele-keuzetheorie onder de aandacht gebracht. Verschillen in gedrag komen daarbij niet voort uit verschillen tussen mensen, maar uit het verschil in gelegenheid, de gelegenheidstheorie. Per delict zou een kosten-batenanalyse worden gemaakt en het wel of niet plegen van het delict afhankelijk is van het daaruit gebleken resultaat.

## Omgaan met lastig en agressief gedrag
Er zijn diverse vormen van deviant gedrag waarmee omgegaan dient te worden door personeel dat in aanraking komt met klanten, cliënten, patiënten, familieleden en/of omstanders. Daarom worden cursussen gegeven aan professionals uit diverse sectoren om ze weerbaarder te maken tegen wat in de praktijk "lastig en agressief gedrag" wordt genoemd. Hoewel dergelijk gedrag van alle tijden is, lijkt het in Nederland toe te nemen. Zo heeft het onderwijs in de periode van 2013 tot 2015 ruim een op de drie leraren te maken gehad met bedreigingen. Maar van alle sectoren heeft de zorg nog het meest te maken met lastig en agressief gedrag van patiënten en hun naasten: anno 2011 zou praktisch de helft van de werknemers in deze sector te maken hebben gehad met agressie.
Volgens het zogenaamde 'ABCD-model' kan het deviant gedrag in vier typen onderscheiden worden, met verschillende vormen van emotie en agressie. Hoewel deze typen niet per se opeenvolgende niveaus van deviant gedrag zijn, kan het ene type naar het andere overslaan bij inadequaat handelen. Daartegenover staat dat indien correct op het geïdentificeerd deviant gedrag gehandeld wordt, dit gedrag stuurbaar en onder controle gekregen kan worden.
Behalve de identificatie van het type deviant gedrag en daarop juist te reageren, dient de professional echter ook zijn eigen spanningsregulatie te beheersen. Dit betekent in praktische zin: gedachten sturen, neutraal oogcontact, buikademhaling, geaard staan (of zitten) en spierontspanning.
Om adequaat op deviant gedrag te kunnen reageren dient de professional dus zijn spanning te kunnen reguleren, het type gedrag te herkennen en overeenkomstig de vaardigheden in het de-escaleren van dat type gedrag in te kunnen zetten. Doet hij dat niet, dan is het risico van escalatie aanwezig. Deze technieken worden echter moeilijk zonder praktische ervaring beheerst. Cursussen over omgang met agressief en/of lastig gedrag worden in Nederland dan ook vaak getraind middels interactieve simulaties waarin trainingsacteurs ingezet worden.